# Benvirá
Benvirá é uma editora brasileira criada pela franquia de livros Saraiva, em 2010.
Através desse selo, a Saraiva publica livros de ficção e não ficção, entendendo-se por esta biografias, ensaios, manifestos e documentários acerca de personagens e grupos musicais famosos – tendo como exemplo os publicados Confie em mim, eu sou o Ozzy (uma autobiografia escrita pelo músico britânico Ozzy Osbourne) e Etiqueta não tira férias, do carioca Fábio Arruda (um livro que visa ensinar sobre regras de etiqueta durante uma viagem).
Na área da ficção, a editora já publicou livros de autores dentre vários gêneros literários. Dentre os escritores que já foram publicados pela Benvirá estão Charlaine Harris, Christopher Golden, Hermann Broch, John dos Passos, Patricia Highsmith, Susan E. Hinton, Tom Perrotta e William Faulkner.

## Prêmio Benvirá de Literatura
Com o intuito de incentivar a literatura nacional, em 2010 a Benvirá criou o Prêmio Benvirá de Literatura. A obra vencedora tem, como parte do prêmio, sua publicação em todo o território brasileiro e o seu autor ganha o valor de R$ 30.000,00 (trinta mil reais).
O primeiro prêmio foi entregue em fevereiro de 2011 ao paranaese Oscar Nakasato, professor de literatura no Paraná, pela obra Nihonjin.

## Filiações
Livros que não se enquadram nas categorias já citadas (como livros didáticos, pardidáticos e que abordam assuntos como economia e empreendedorismo) são publicados sob outro selo da Saraiva, com título homônimo (Editora Saraiva). Através do selo Editora Caramelo são publicados os livros infantis.